# Aadi Salman
Aadi Salman criou o desenho gráfico de três histórias de Silent Hill para os quadrinhos, "Dying Inside #3, 4 e 5".